# Ketley Point
Der Ketley Point ist eine Landspitze, die das westliche Ende der Rongé-Insel vor der Danco-Küste des Grahamlands im Norden der Antarktischen Halbinsel bildet.
Teilnehmer der Belgica-Expedition (1897–1899) unter der Leitung des belgischen Polarforschers Adrien de Gerlache de Gomery kartierten sie im Februar 1898. Das UK Antarctic Place-Names Committee benannte sie 1960 nach John Ketley (* 1935), Assistenzgeodät des Falkland Islands Dependencies Survey auf Danco Island im Jahr 1956 und am Arthur Harbour auf der Anvers-Insel im Jahr 1957.